# Отношения Кубы и Экваториальной Гвинеи
Отношения Кубы и Экваториальной Гвинеи — двусторонние дипломатические отношения между Республикой Куба и Республикой Экваториальная Гвинея.

## История
Африканских рабов отправили из Испанской Гвинеи на остров Куба, при этом обе эти территории находились под властью Испанской империи. Это привело к тому, что некоторые афрокубинцы имели происхождение из Экваториальной Гвинеи. В сентябре 1865 года Королевским указом, изданным королевой Испании Изабеллой II, было разрешено перемещение чернокожих и мулатов, добровольно пожелавших вернуться в Африку, из генерал-капитанства Кубы на нынешнюю территорию Экваториальной Гвинеи.
Двусторонние отношения между Кубой и Экваториальной Гвинеей были установлены на уровне посольств 27 декабря 1972 года. У Кубы есть посольство в Малабо, столице Экваториальной Гвинеи, а у Экваториальной Гвинеи есть посольство в Гаване, столице Кубы.
Оба государства предприняли усилия по расширению связей в различных областях. В экономической сфере были подписаны двусторонние соглашения о помощи и сотрудничестве, особенно в секторах рыболовства, горнодобывающей промышленности и охраны окружающей среды.
В области здравоохранения Кубинская медицинская бригада в Экваториальной Гвинее является постоянным вспомогательным органом Центрального отдела медицинского сотрудничества при Министерстве здравоохранения Кубы.